# 雷山神籠石
雷山神籠石（らいざんこうごいし）は、筑前国怡土郡の雷山中腹（現在の福岡県糸島市雷山・飯原）にあった日本の古代山城（分類は神籠石系山城）。城跡は国の史跡に指定されている。
近年は「雷山城（らいざんじょう）」とも称される傾向にある。

## 概要
福岡県の西部、雷山（標高955メートル）の北側斜面中腹（標高400-480メートル）の棚状の谷に築城された古代山城である。文献に記載が見えない古代山城（いわゆる神籠石系山城）の1つで、現在の山名を冠する城名は後世の命名による。城は南から北へ流れる谷の南側・北側を水門・列石でさえぎる形で構築されるが、これまでに発掘調査は実施されていない。
城跡域は1932年（昭和7年）に国の史跡に指定されている。

## 歴史
雷山城は文献上に記載のない城であるため、城名・築城時期・性格等は明らかでない。天智天皇2年（663年）の白村江の戦い頃の朝鮮半島での政治的緊張が高まった時期には、九州地方北部・瀬戸内地方・近畿地方において古代山城の築城が見られており、雷山城もその1つに比定される。立地としては、雷山から北に突き出す尾根上に位置するため、糸島半島ひいては広く博多湾・玄界灘を一望する場所になる。現在では遺構は「筒城」とも称されるが、その所伝は詳らかでない。
なお糸島地方では、『続日本紀』文武天皇3年（699年）12月条に見えるが所在不明の古代山城である「稲積城」について、可也山または火山に比定する説がある。また奈良時代の天平勝宝8歳（756年）-神護景雲2年（768年）には怡土城の築城が知られるが、その際には高祖山に選地されている。この怡土城の機能時期に、雷山神籠石が烽火として機能したとする説もある。

## 遺構

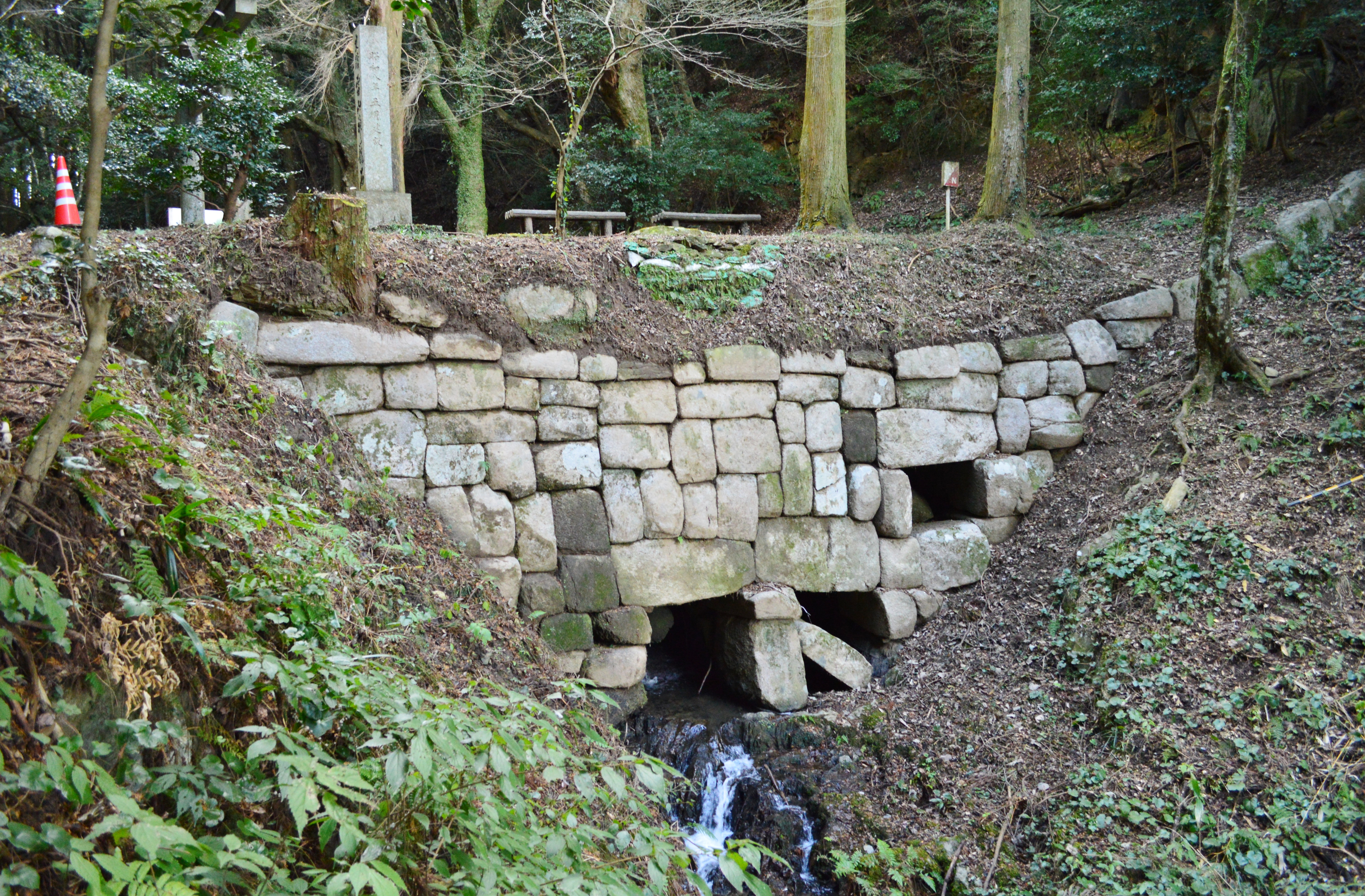
北水門（城外側）

城域は東西300メートル・南北700メートル。雷山の北側斜面を南から北へ流れる谷筋において、南北2ヶ所（間隔約730メートル）の谷部を城壁で遮る形で構築される。現在はその間にため池（不動池）がある。多くの古代山城では城壁が山頂を取り込む形で山を一周して巡らされるが、雷山城では城域に山頂を含まず、かつ城壁が1つの谷を2度横切る点が特色となる。遺構の詳細は次の通り。
城壁
谷の南北2ヶ所を遮る形で構築される。2ヶ所とも川筋は石塁の水門とし、その水門の東西両側において、ハの字形に開きながら斜面を上る列石線が認められている。列石線の全容は明らかでなく、斜面を上ったあとの丘頂外側に想定される列石は未だ確認されていない。これらの列石は土塁裾部の土留め石とされ、列石線は直線を1単位としてその直線が屈折しながら連続する「折構造」をとる。
北水門
谷の北側（下流側/排水口）、尾根先端部の崖面上に位置する（北緯33度30分0.16秒 東経130度13分6.49秒 / 北緯33.5000444度 東経130.2184694度）。石塁で、長さ12メートル・幅10メートル・高さ3メートルを測り、現在も良好に遺存する。切石の布積によって構築され、底部に3ヶ所の水樋（暗渠）を設けて排水する。
南水門
谷の南側（上流側/入水口）、2渓谷の合流部に位置する（北緯33度29分36.81秒 東経130度13分0.86秒 / 北緯33.4935583度 東経130.2169056度）。現在は大きく崩壊しているが、2つの川筋に対して2種類の水門を設けたと推測される。東側の川筋においては、北水門同様の石塁・水樋の形式とされる。西側の川筋においては、土塁の基底部に暗渠を設ける形式であったとされるが（鹿毛馬神籠石などに類例）、現在では上層の土塁は流失して暗渠部分のみが認められる。
そのほか、南水門付近において城門跡と推定される列石の切れ目が2ヶ所認められている。

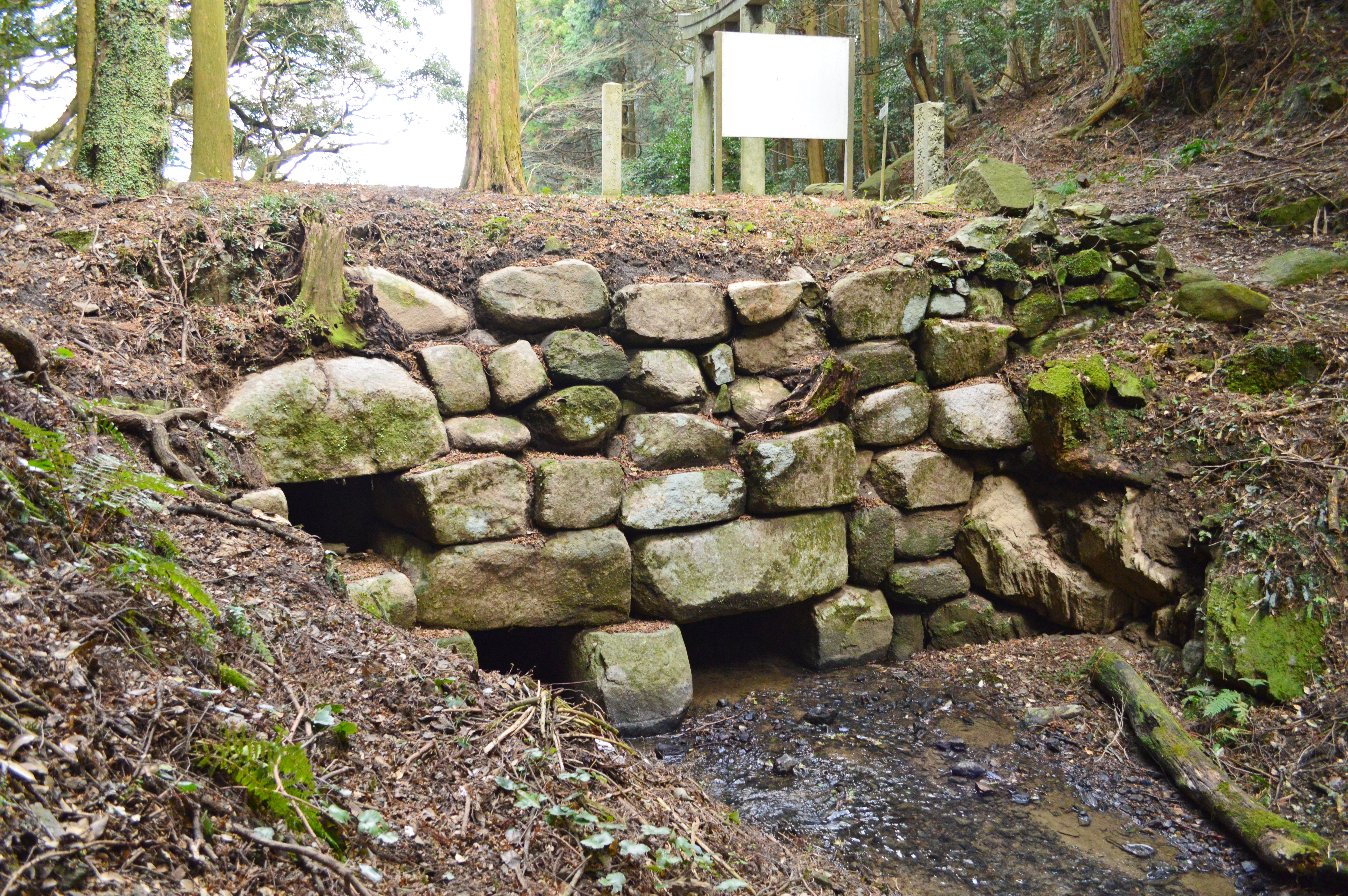
北水門（城内側）
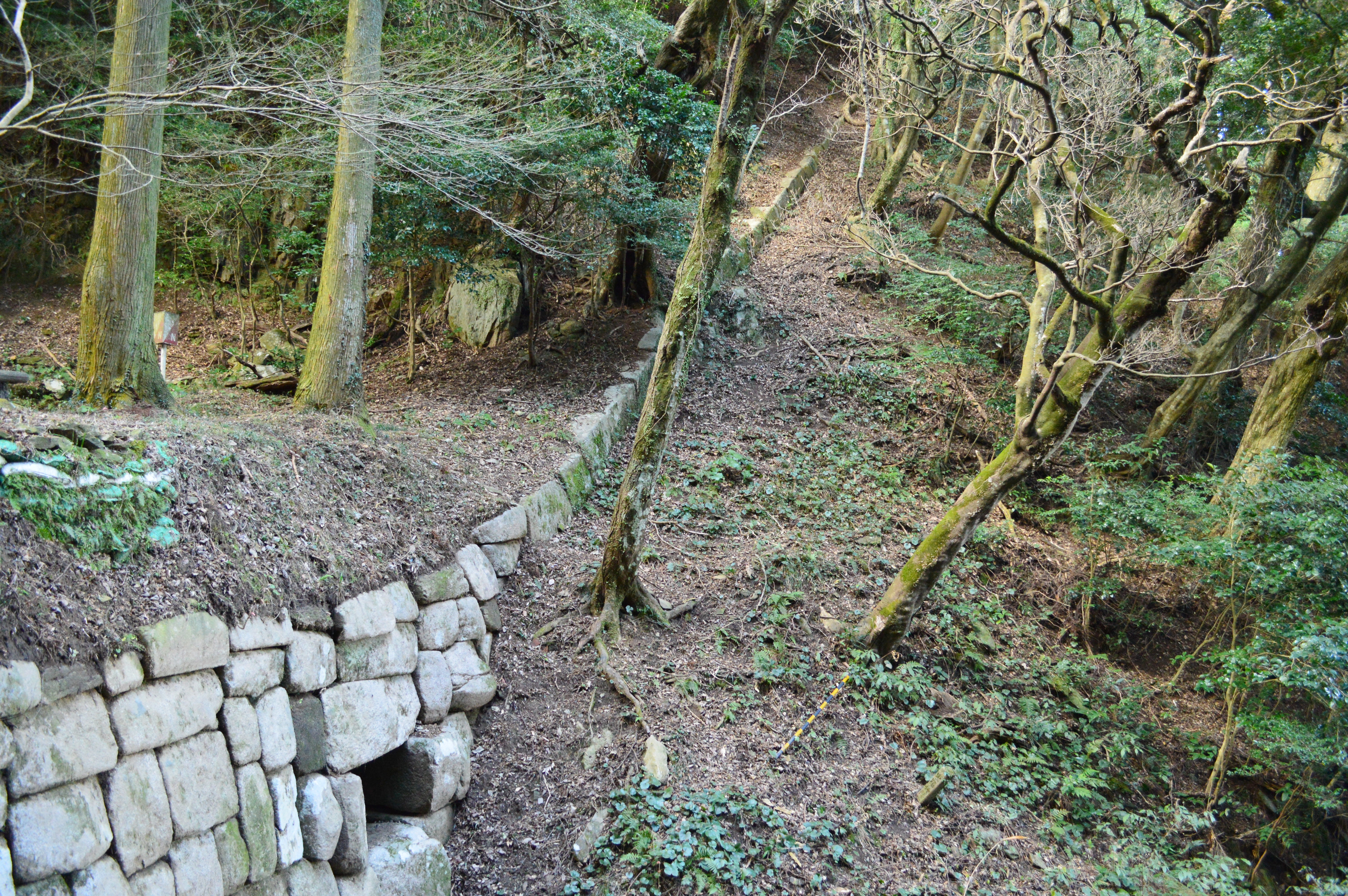
北西列石線
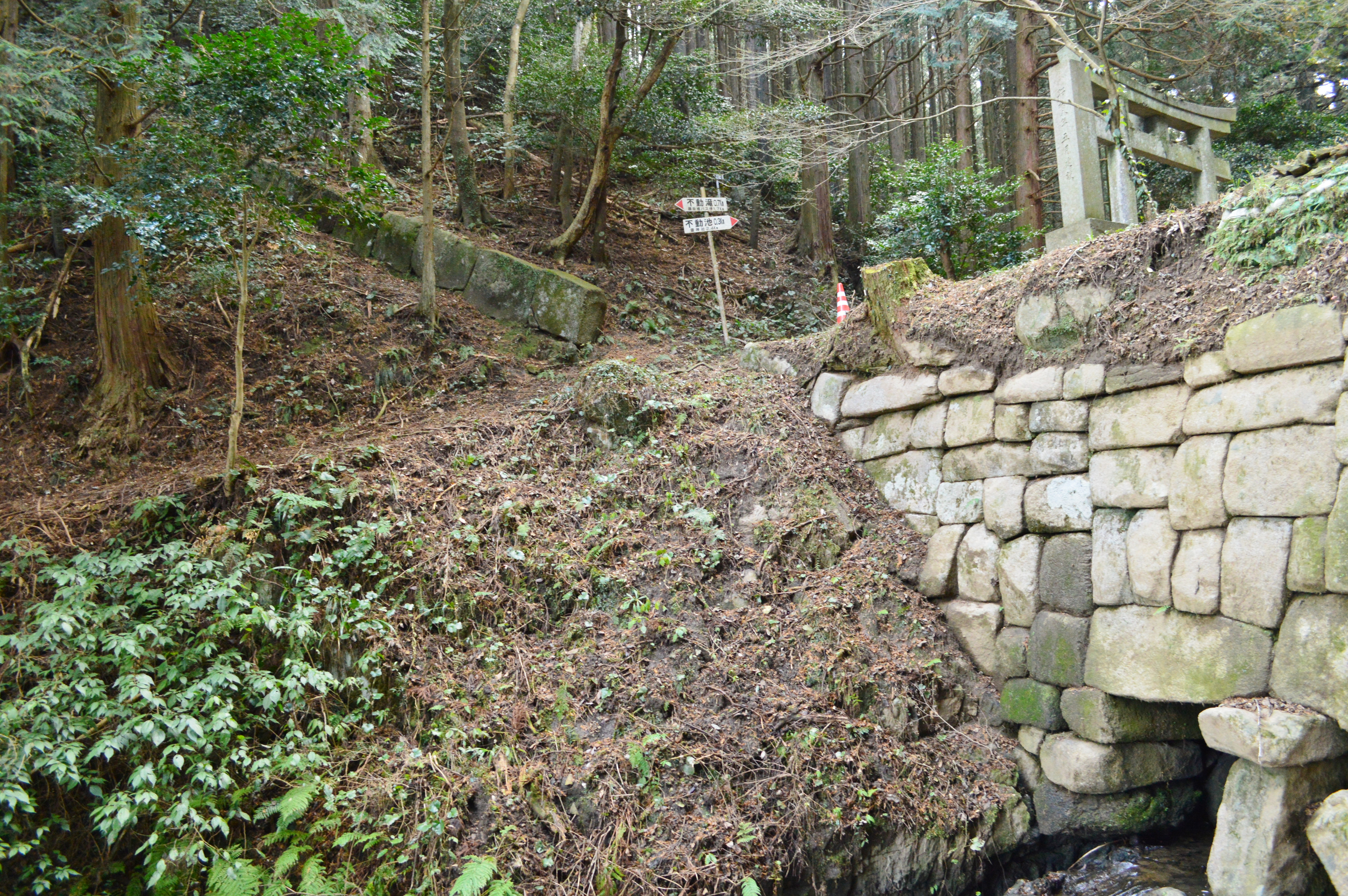
北東列石線
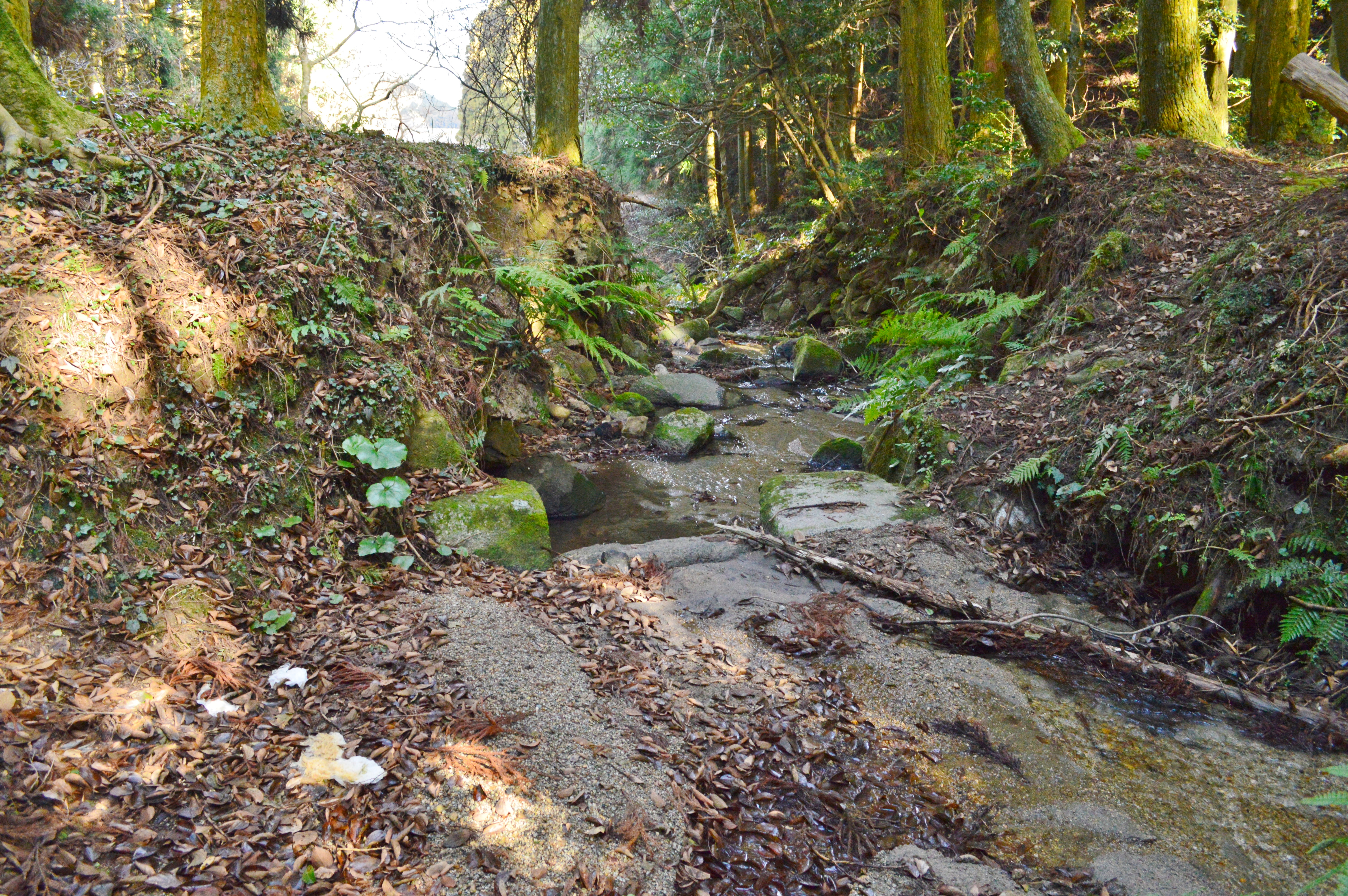
南水門 西川筋
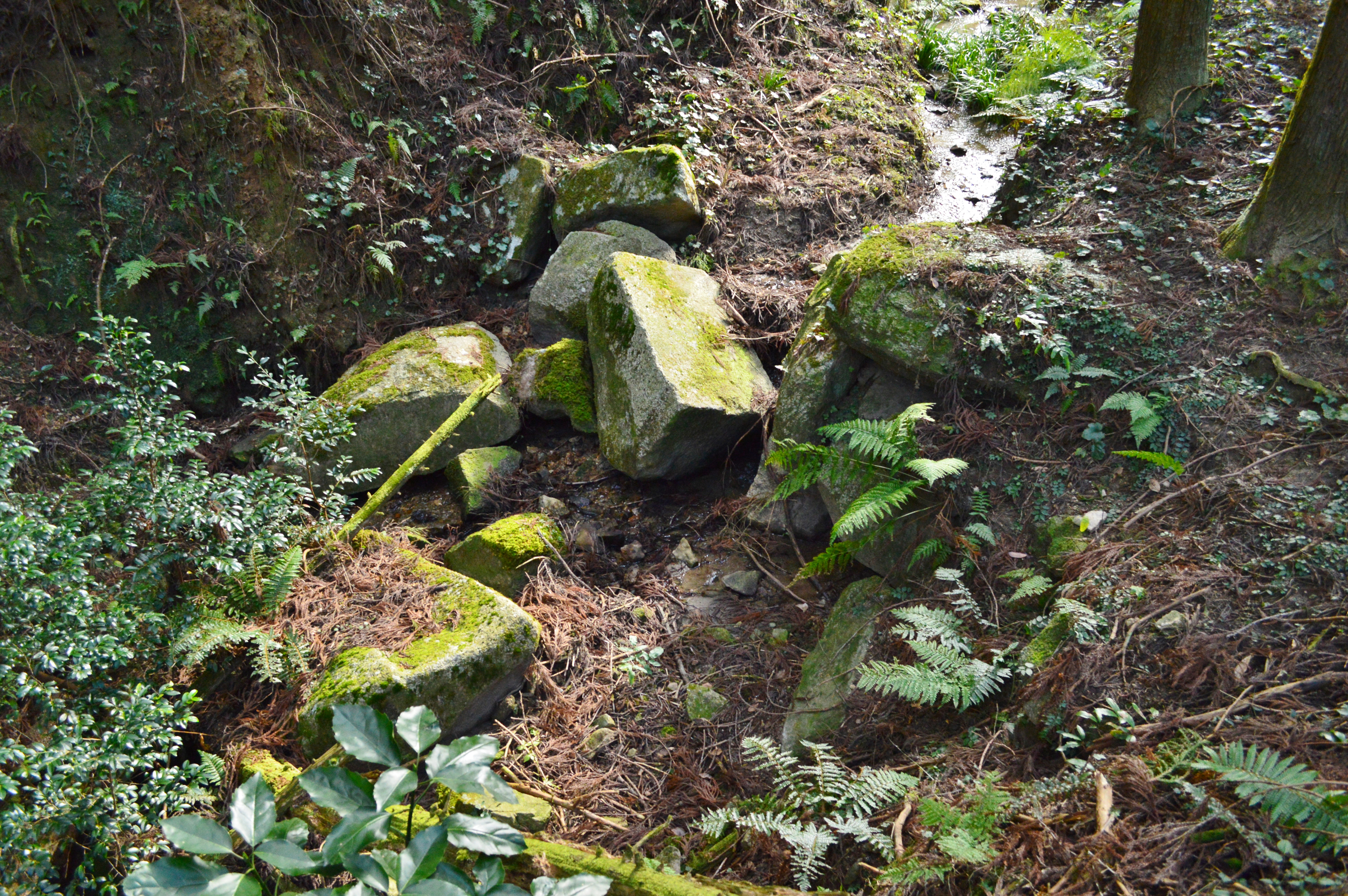
南水門 東川筋
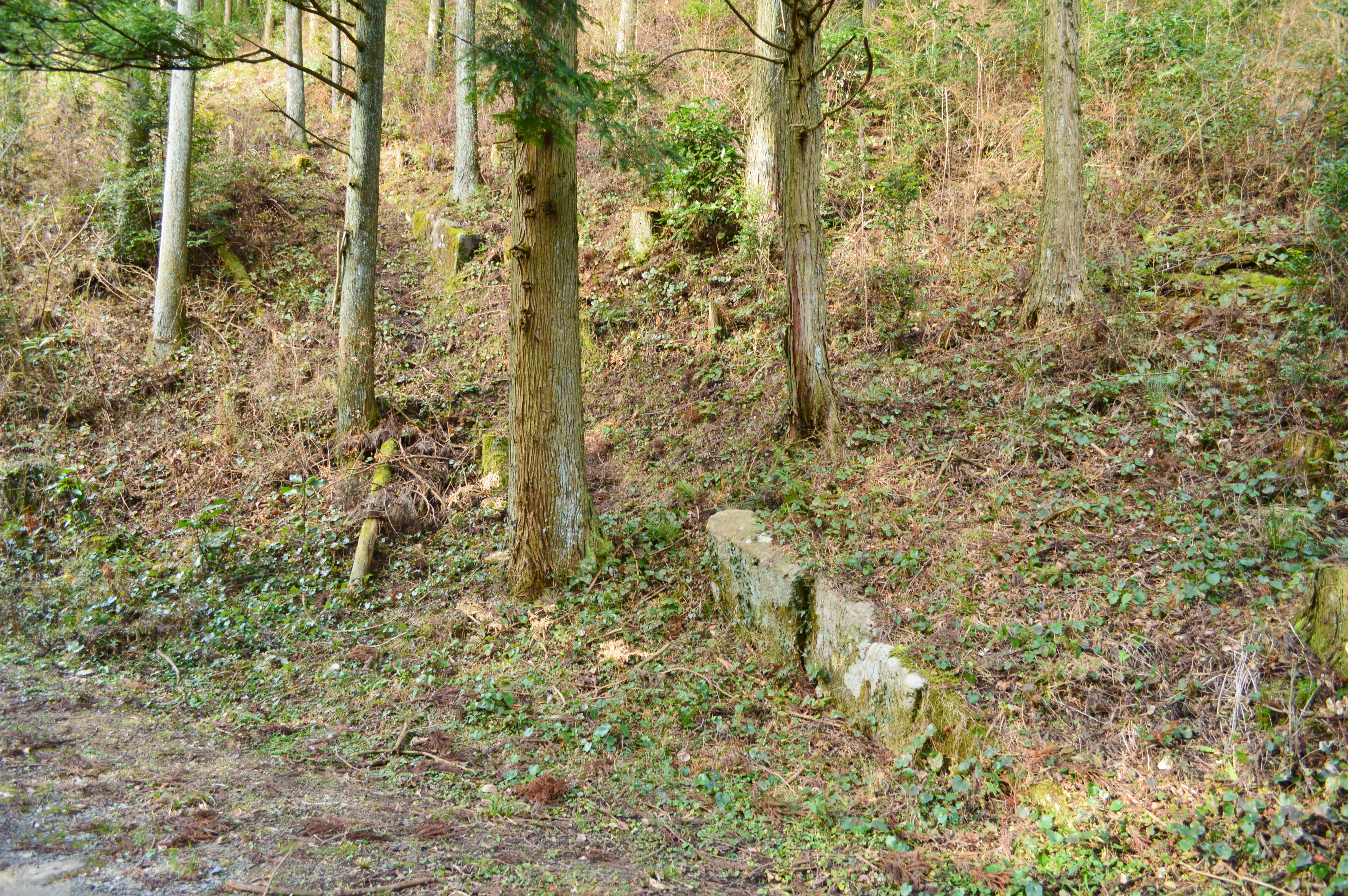
南西列石線
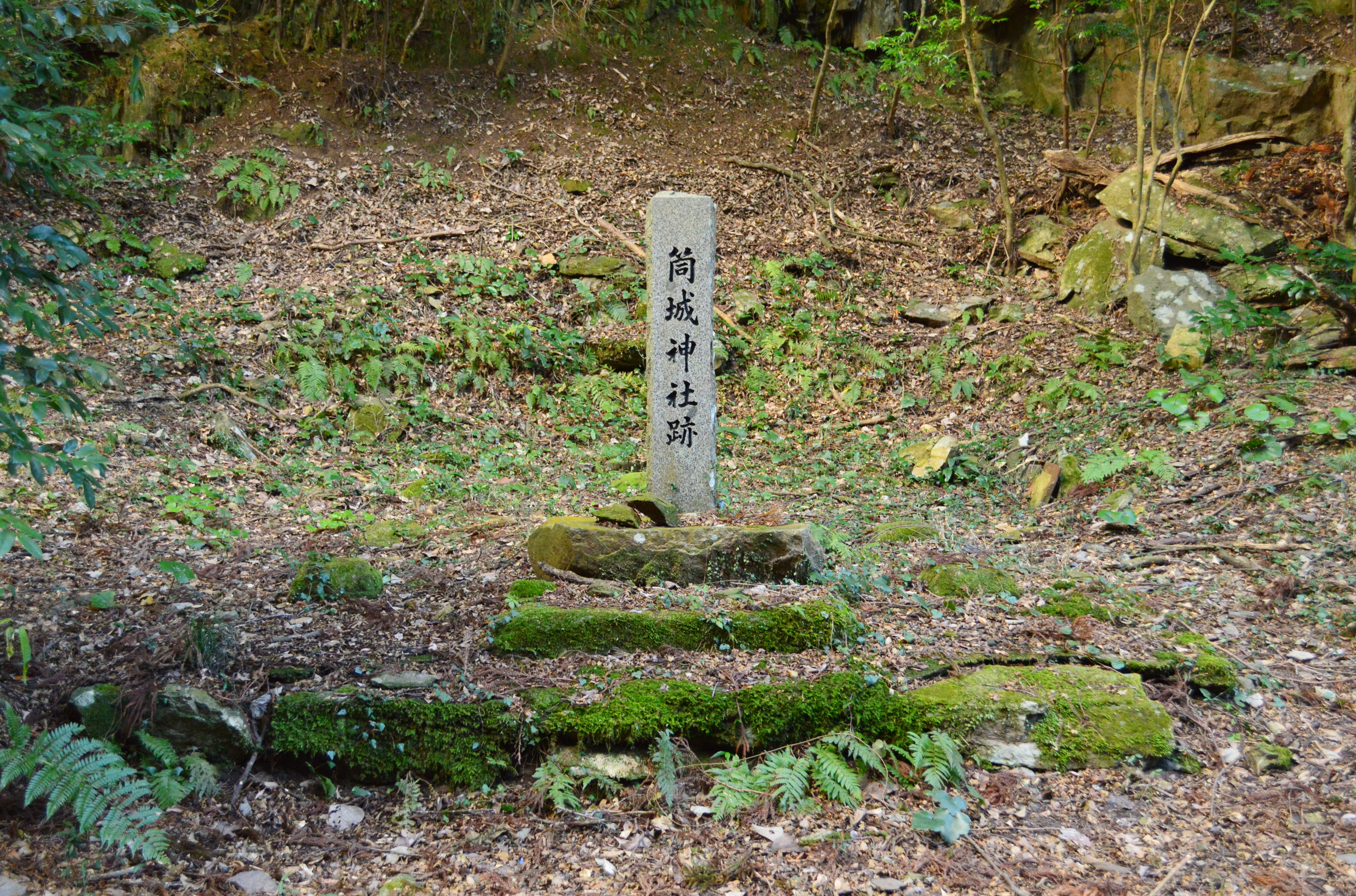
北水門上の筒城神社跡碑

## 文化財

### 国の史跡
- 雷山神籠石 - 1932年（昭和7年）3月25日指定[9]。

## 現地情報
所在地
- 福岡県糸島市雷山・飯原

交通アクセス
- バス：コミュニティバス（雷山線）で「雷山観音前」バス停下車（下車後徒歩約40分）[14]

関連施設
- 伊都国歴史博物館（糸島市井原）

周辺
- 雷神社
- 千如寺